# 1198-й гаубичный артиллерийский полк
1198-й гаубичный артиллерийский полк он же 1198-й гаубичный артиллерийский полк большой мощности — воинская часть Вооружённых Сил СССР в Великой Отечественной войне.

## История
Полк сформирован базе 2-го и 4-го дивизионов 430-го гаубичного артиллерийского полка 19 апреля 1942 года на Волховском фронте.
На вооружении полка состояли 203-мм гаубицы.
В действующей армии во время Великой Отечественной войны с 19 апреля 1942 по 23 октября 1942 и с 30 декабря 1942 по 17 июля 1943 года.
С апреля 1942 года поддерживает огнём действия 52-й армии за Волховом, севернее Новгорода, ведёт огонь по Мясному Бору, Подберезье
В августе 1942 года передан в состав 8-й армии для участия в Синявинской наступательной операции, передислоцирован в район деревни Гонтовая Липка, откуда ведёт огонь по укреплениям, заграждениям и живой силе противника. После операции выведен в резерв и вообще изъят с фронта на доукомплектование и переформирование.
В конце декабря 1941 года передан на Калининский фронт, со 2 января 1943 года ведёт массированный огонь по Великим Лукам, по цехам паровозного депо,  сёлам Курьяниха, Гнилка на подступах к железнодорожному узлу с северо-востока, разрушая укрепления и заграждения противника.
После Великолукской операции и отражения контрударов противника, в марте 1943 года передислоцирован севернее, в район Холма, где поддерживает огнём советские войска в ходе Демянской операции. На 22 марта 1943 года занимает позиции в лесу в 2 километрах севернее Сопки, Горнище.
17 июля 1943 года обращён на формирование в 122-й гаубичной артиллерийской бригады.

## Подчинение
| Дата            | Фронт (округ)                                              | Армия             | Корпус | Дивизия | Примечания |
| --------------- | ---------------------------------------------------------- | ----------------- | ------ | ------- | ---------- |
| 01.05.1942 года | Ленинградский фронт (Группа войск Волховского направления) | -                 | -      | -       | -          |
| 01.06.1942 года | Ленинградский фронт (Волховская группа войск)              | 52-я армия        | -      | -       | -          |
| 01.07.1942 года | Волховский фронт                                           | 52-я армия        | -      | -       | -          |
| 01.08.1942 года | Волховский фронт                                           | 52-я армия        | -      | -       | -          |
| 01.09.1942 года | Волховский фронт                                           | 8-я армия         | -      | -       | -          |
| 01.10.1942 года | Волховский фронт                                           | 2-я ударная армия | -      | -       | -          |
| 01.11.1942 года | Московский военный округ                                   | -                 | -      | -       | -          |
| 01.12.1942 года | Московский военный округ                                   | -                 | -      | -       | -          |
| 01.01.1943 года | Калининский фронт                                          | -                 | -      | -       | -          |
| 01.02.1943 года | Калининский фронт                                          | 3-я ударная армия | -      | -       | -          |
| 01.03.1943 года | Калининский фронт                                          | 3-я ударная армия | -      | -       | -          |
| 01.04.1943 года | Калининский фронт                                          | -                 | -      | -       | -          |
| 01.05.1943 года | Северо-Западный фронт                                      | 22-я армия        | -      | -       | -          |
| 01.06.1943 года | Северо-Западный фронт                                      | 22-я армия        | -      | -       | -          |
| 01.07.1943 года | Северо-Западный фронт                                      | 22-я армия        | -      | -       | -          |

## Командиры
- майор Кузнецов